# 銀のエンゼル (映画)
『銀のエンゼル』（ぎんのエンゼル）は、2004年公開の北海道を舞台とした日本映画。この映画の題名「銀のエンゼル」は、森永製菓の製品『チョコボール』にある当たりマークに由来する。2004年10月30日に北海道で公開。2004年12月18日より全国公開。平成15年度東京国際映画祭出品作品。監督は、鈴井貴之。
2005年8月3日に全国のLoppi（ローソン）を通じて、DVDが全国発売された。

## 概要
北海道東部（道東）の小さな町のはずれにある国道に面した一軒のコンビニエンスストアが舞台。店のオーナー家族や、そこに集まる様々な人々が繰り広げるドラマである。

## キャスト
主演に北海道三笠市出身の小日向文世を据えた。その他にも全国で活躍する俳優や、監督・鈴井貴之の弟分であり北海道で人気を誇るTEAM-NACSのメンバーを起用している。
- 北島昇一：小日向文世
- 北島由希：佐藤めぐみ
- 小林明美：山口もえ
- 木下純子：峯村リエ
- 携帯の女：長曽我部蓉子
- 中川武：辻本祐樹
- 由希の担任：安田顕
- 小金井夫人：斉藤ルミ子
- 川上雅江：星野園美
- バナナの客：佐藤重幸(現・戸次重幸)
- スナックの若い男：森崎博之
- 看護師：小橋亜樹
- 中川昭子：阿知波悟美
- 杉山登：村上ショージ
- 小暮達也：輪島功一
- 北島佐和子：浅田美代子
- 小林かおり：有安杏果（子役、元・ももいろクローバーZ）
- 劇団みずなら
- 斜里町のみなさん
- 美幌町のみなさん
- 旭川市のみなさん
- 白下巡査：嶋田久作
- 六ッ木晴男：大泉洋
- 佐藤耕輔：西島秀俊

## スタッフ
- 監督・企画・原案：鈴井貴之
- 製作統括：新浪剛史（ローソン） / 浜本孝久（北海道テレビ放送） / 早河洋（テレビ朝日）
- アソシエイトプロデューサー：鈴井亜由美 / 大貫均 / 梶淳 / 中西智 / 横山真二郎 / 鈴木隆則 / 木幡久美
- 製作者：小川広通 / 木村純一 / 齋藤光夫
- エクゼクティブプロデューサー：千野毅彦 / 岩崎美範 / 阪上仁志
- プロデューサー：小澤俊晴 / 齋藤寛朗
- 脚本：木田紀生
- 音楽：長嶌寛幸
- 主題歌：『トワイライト』『さえないブルー』（GOING UNDER GROUND）
- 撮影：猪本雅三
- 照明：安部力
- カラリスト & 編集 : 金倞兌(Kim Kyungtae)
- 美術：野口隆二
- 協力：CREATIVE OFFICE CUE
- 制作プロダクション：プログレッシブピクチャーズ
- 製作：銀のエンゼル製作委員会（北海道テレビ放送、ローソン、テレビ朝日、プログレッシブピクチャーズ、電通北海道、電通、シネマゲート、エクス、CREATIVE OFFICE CUE、メディア・スーツ）
- 配給：メディア・スーツ / プログレッシブピクチャーズ

## 補足
- 鈴井は前監督作『river』について「MADE IN 北海道にこだわった」と語っているが、この作品は逆に「今度は東京のスタッフでやりたい。北海道ばかりでやっているのはよくない。東京でしっかりとした興行をしてヒットさせる」（映画パンフレットより）と語った。これは鈴井にとってアウェー戦（北海道がホームに対する）という位置づけであり、「今後はホームとアウェーを行き来しながら撮影したい」と結んでいる。
- スナックの若い男役は当初、監督自身が希望していたが、前作river同様プロデューサーの鈴井（現姓：伊藤）亜由美から待ったをかけられてしまい、やむを得ず若い男役は森崎が担当し、当の鈴井はコンビニ店舗裏で洗車してたヤンキー風のモブ男を演じたと副音声で語らている。
- この映画では、オフィスキューと関連のある北海道テレビ放送、およびテレビ朝日が出資していることから、テレビ朝日系列『日曜洋画劇場』の新作映画情報枠に東京上映期間にCMが放送され、テロップで「tv asahi Presents」と挿入されていた。また、本作のパブリシティ絡みか、それまでテレ朝では放映されなかった『水曜どうでしょう』も、この時期に最新作（『ジャングルリベンジ』）を初めて放映している。
- 『水曜どうでしょう9th presents 祭 UNITE2005』にて、特別に鈴井貴之の直筆サイン入りDVD本編版とメイキング版が通常価格よりお買い得の6,500円(どう(祭会場内での特別券))で販売された。なお、サインなしの本編版は4,000円（どう）の特別価格で販売されたが、メイキング版は値引きがなかった。
- ロケに使用された駅はJR釧網本線止別駅である。
- ロケに使用されたローソン斜里川上店は斜里町に実在していたが、2007年7月31日に閉店した。店内には鈴井監督のサインが飾ってあった。
- ローソンの2階部分は撮影のために作られたセットであるが、北島由希の部屋だけ作り込まれていた。